# Cererols (Sallent)
Cererols és una masia situada al municipi de Sallent, a la comarca del Bages. Es troba a 300 metres del camí de la carretera BP-4313 a Cornet. La seva història es remunta al segle xiv, tot i que hi ha elements que daten dels segles xvii i xviii.